# رابیل، دماغه سبز
رابیل، کیپ ورد (به لاتین: Rabil, Cape Verde) یک شهرک در کیپ ورد است.